# Liste des cardinaux créés par Benoît XV
Au cours de son pontificat de 1914 à 1922, le pape Benoît XV a créé 32 cardinaux à l'occasion de 5 consistoires. Depuis la mort de Mgr Michael von Faulhaber le 12 juin 1952, il n'y a plus aucun cardinal connu nommé par Benoît XV qui soit encore en vie.

## Liste des cardinaux créés par Benoît XV

### Créés le 6 décembre 1915
- Alfonso Maria Mistrangelo (1852-1930)
- Giulio Tonti (1844-1918)
- Giovanni Cagliero (1838-1926)
- Andreas Franz Frühwirth (1845-1933)
- Raffaele Scapinelli di Leguigno (1858-1933)
- Giorgio Gusmini (1855-1921)

### Créés le 4 décembre 1916
- Tommaso Pio Boggiani (1863-1942)
- Niccolò Marini (1843-1923)
- Pietro La Fontaine (1860-1935)
- Auguste-René-Marie Dubourg (1842-1921)
- Louis-Ernest Dubois (1856-1929)
- Vittorio Amedeo Ranuzzi de' Bianchi (1857-1927)
- Alessio Ascalesi (1872-1952)
- Louis-Joseph Maurin (1859-1936)
- Oreste Giorgi (1856-1924)
- Donato Raffaele Sbarretti Tazza (1856-1939)
- Adolf Bertram (1859-1945) in pectore, publié le 5 décembre 1919

### Créés le 15 décembre 1919
- Filippo Camassei (1848-1921)
- Augusto Silj (1846-1926)
- Juan Soldevilla y Romero (1843-1923)
- Teodoro Valfrè di Bonzo (1853-1922)
- Aleksander Kakowski (1862-1938)
- Edmund Dalbor (1869-1926)

### Créés le 7 mars 1921
- Francesco Ragonesi (1850-1931)
- Michael von Faulhaber (1869-1952)
- Dennis Dougherty (1865-1951)
- Juan Benlloch y Vivó (1864-1926)
- Francisco de Asís Vidal y Barraquer (1868-1943)
- Karl Joseph Schulte (1871-1941)

### Créés le 13 juin 1921
- Giovanni Tacci Porcelli (1863-1928)
- Achille Ratti (1857-1939) (futur pape Pie XI élu en 1922)
- Camillo Laurenti (1861-1938)